# Эссе-клуб
Эссе-клуб — литературный клуб, возникший в 1996 году в недрах журнала «Новая Юность», в котором эссеистика в то время была возведена в ранг полноценного жанра литературы. Первоначальная идея клуба как кружка авторов эссе «Новой Юности» возникла у редакторов журнала Рустама Рахматуллина, Василия Голованова, Татьяны Изотовой. Название клуба было предложено Николаем Малининым. Разработкой концепции клуба занимались Рустам Рахматуллин, Гела Гринёва, Виталий Пуханов, Сергей Олюнин. Бессменным куратором эссе-клуба был Рустам Рахматуллин.
Первое заседание клуба прошло 2 октября 1996 года. Периодичность заседаний Эссе-клуба была один раз в две недели. Заседания клуба проходили в зале Общественного клуба Московского архитектурного института, на квартире Дениса Савёнка, в Российском институте культурологии.
По сообщению энциклопедии «Кругосвет»,

«Мозговые штурмы» и встречи с авторами в эссе-клубе касались новых вышедших книг, тем барокко, исторических проблем, геопоэтики, насилия в поэзии, критериев художественности, массовой культуры, Интернета и, конечно, определения эссеистики.

В 2000 году эссе-клуб прекратил своё существование.